# Bernard le Bovier de Fontenelle

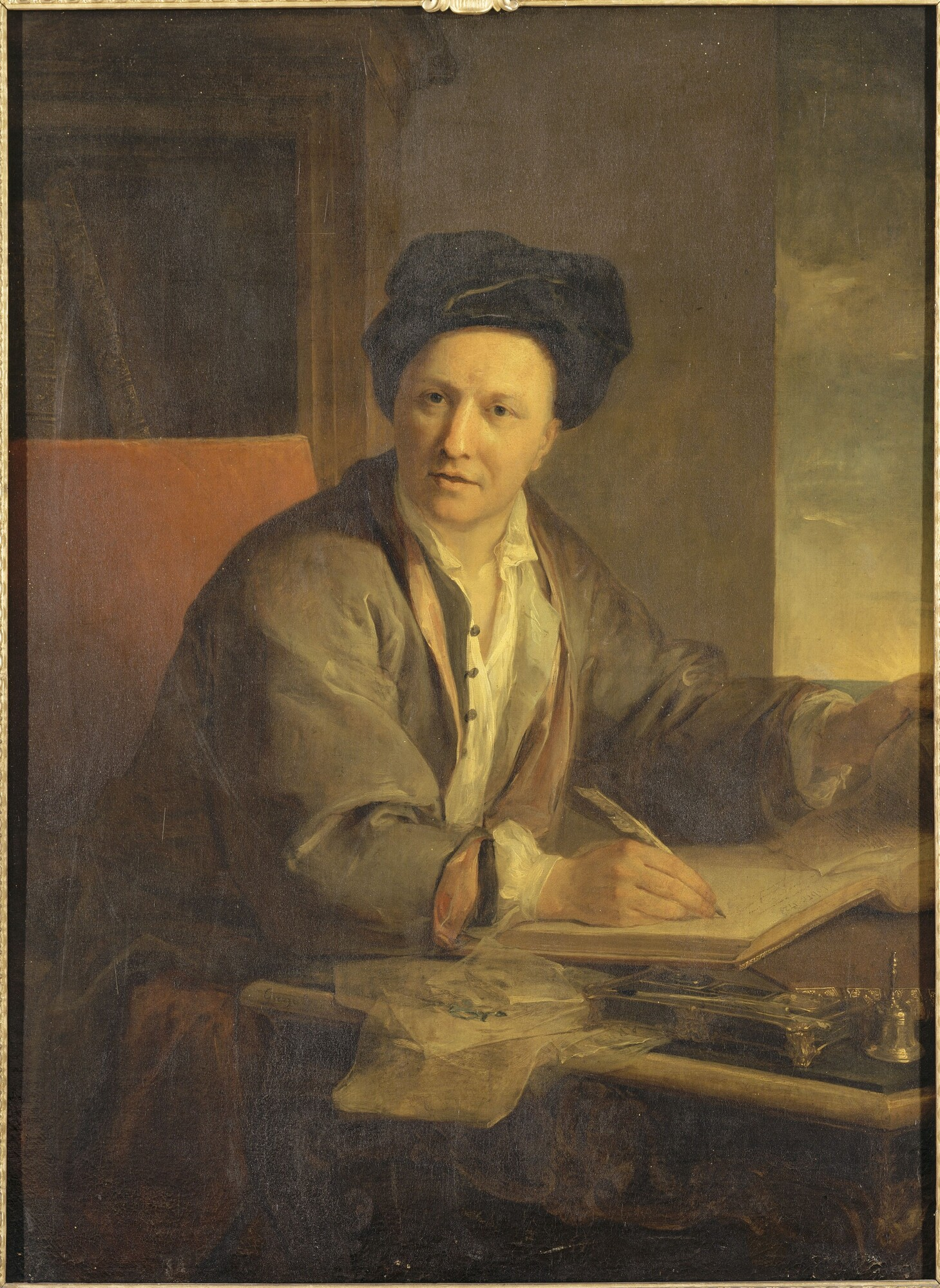
Bernard de Fontenelle, Porträt in Öl von Louis Galloche (1723)

Bernard le Bovier de Fontenelle (* 11. Februar 1657 in Rouen; † 9. Januar 1757 in Paris) war ein einflussreicher und vielseitiger französischer Schriftsteller und Aufklärer. Fontenelle (wie er in der Literaturgeschichte ausschließlich genannt wird) zählt neben Pierre Bayle zu den bedeutendsten französischen Frühaufklärern.

## Leben und Schaffen

Dialogen über die Mehrheit der Welten, Berliner Ausgabe von 1780

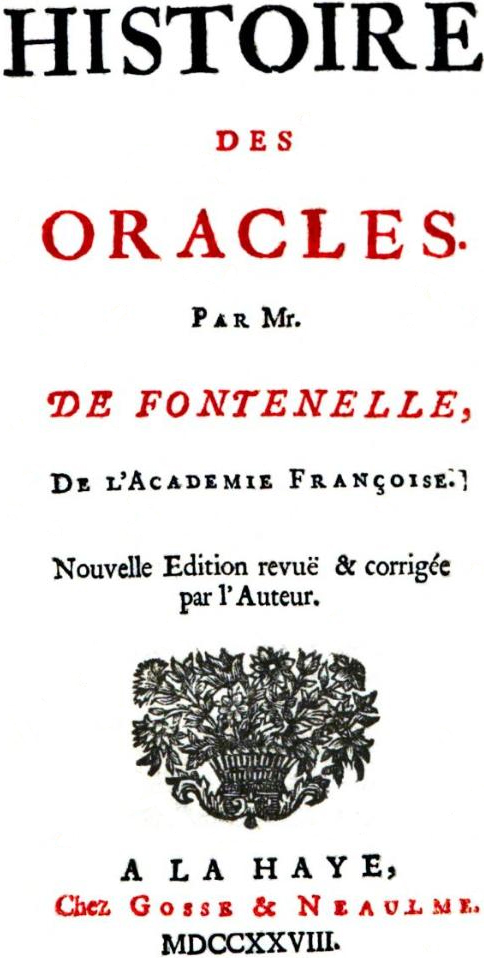
Ausg. 1728

Er entstammte einer amtsadeligen Juristenfamilie aus Rouen und war Neffe der Dramatiker Pierre und Thomas Corneille. Nach Studien auf dem Jesuitenkolleg seiner Heimatstadt ging er nach Paris. Hier reüssierte er rasch, eingeführt von Thomas Corneille, als galanter Lyriker, Komödienautor, Opernlibrettist, Verfasser eines Briefromans und nicht zuletzt als gesuchter Salon-Animateur.
1683 erschienen seine Dialogues des morts (Totengespräche), fiktive Dialoge zwischen berühmten Toten aus der Antike und der jüngeren Vergangenheit, z. B. zwischen Sokrates und Michel de Montaigne. Hauptthema sind die nach Fontenelle ganz unberechtigten Vorurteile seiner Zeitgenossen zugunsten der Antike, Vorurteile, die er seine antiken Sprecher ironisch oder pseudo-naiv ad absurdum führen lässt.
1686 kamen seine Entretiens sur la pluralité des mondes (Unterhaltungen über die Vielzahl der Welten) heraus, ein fiktiver Dialog, in dessen Rahmen ein gebildeter Mann von Welt einer interessierten adeligen Dame samt ihrer Tochter (und mit ihnen einem überwiegend als weiblich vorgestellten Publikum) bei einem nächtlichen Spaziergang im Park Vorträge hält über das astronomische Wissen gemäß Nikolaus Kopernikus, Galileo Galilei, Johannes Kepler sowie René Descartes und dabei die Möglichkeit nicht ausschließt, dass es auch auf Sternen außerhalb der Erde vernunftbegabte Wesen gibt.
Von der katholischen Kirche wurde das Werk erwartungsgemäß auf den Index gesetzt, weil es dem ptolemäischen Weltbild widersprach. Die Indizierung tat jedoch seinem Erfolg keinen Abbruch, vielmehr wurde es mehrfach neu aufgelegt. Wie viele Franzosen seiner Zeit blieb Fontenelle der Cartesianischen Physik verhaftet, auch nachdem sie durch die Arbeiten Isaac Newtons überholt war. Noch 1752 vertrat er in seiner Théorie des tourbillons cartésiens die Wirbeltheorie Descartes’ aus dem Jahre 1644.
Ebenfalls 1686 erschien die Histoire des oracles (Geschichte der Weissagungen). Hierin beleuchtet Fontenelle in elegantem Plauderton verschiedene in antiken Quellen beschriebene Weissagungen und Wunder kritisch in einer Weise, die den Leser zum Bezweifeln auch biblischer Weissagungen und Wunder animieren sollte, was von den Jesuiten ganz richtig so verstanden und gerügt wurde.
Als 1687 in der Académie française der Streit zwischen den Anhängern des Hergebrachten und Modernen (Querelle des Anciens et des Modernes) ausbrach, wurde Fontenelle im Sinne seiner Dialogues de morts einer der ersten Parteigänger der „Modernen“ und griff 1688 in den Streit ein mit seiner Schrift Digression sur les Anciens et les Modernes.
In den Folgejahren war er weiterhin als Lyriker, Tragödienautor, Erzähler und Literaturtheoretiker tätig. 1691 wurde er in die Académie française auf den Fauteuil No. 27 gewählt. Seit dem 9. Januar 1697 war er Mitglied der Académie des Sciences. Noch im selben Jahr wurde er als Nachfolger von Jean-Baptiste Du Hamel deren Secrétaire perpétuel, was er bis 1740 blieb. Er gab die Literatur nun weitgehend auf und schrieb in Wahrnehmung seines Amtes zahlreiche Laudationes (éloges académiques) von Naturforschern und Erfindern, deren Leistungen er mit seiner eleganten Feder einem größeren Publikum vorstellte.
Ab 1699 war er maßgeblich an der Reform seiner Akademie beteiligt. 1701 wählte ihn auch die Académie des Inscriptions et Belles-Lettres zum Mitglied. Am 18. Januar 1733 wurde er zum Mitglied („Fellow“) der Royal Society gewählt. 1749 wurde er als auswärtiges Mitglied in die Preußische Akademie der Wissenschaften aufgenommen.
Ab 1733 gab er die Memoires de l’Académie royale des sciences heraus, worin er über mehr als 30 Jahre zurückliegende Experimente und Beobachtungen von Mitgliedern berichtete. Weil aus dieser Zeit verlässliche Primärquellen meist fehlen, gelten die „Mémoires“ bei Wissenschaftshistorikern als wichtige Sekundärquelle.
Bis etwa 1725 spielte Fontenelle eine wichtige Rolle im Pariser geistigen und gesellschaftlichen Leben und in Maßen auch in der Politik, ehe sein Ruhm zu verblassen begann.
Er verkörperte als erster in Frankreich den für die Epoche der Aufklärung charakteristischen Typ des „philosophe“, das heißt eines allseitig interessierten, sowohl belletristische, als auch philosophische und naturwissenschaftliche Werke verfassenden Autors.
Im Januar 1757 starb er im für diese Zeit hohen Alter von 99 Jahren, nur einen Monat vor seinem 100. Geburtstag.

## Ehrungen
- Chevalier de l’Ordre de la Mouche à Miel
- 1935 wurde von der IAU der Mondkrater Fontenelle nach ihm benannt.
- 1989 wurde der später nach ihm benannte Asteroid (10069) Fontenelle entdeckt.

## Werke (Auswahl)

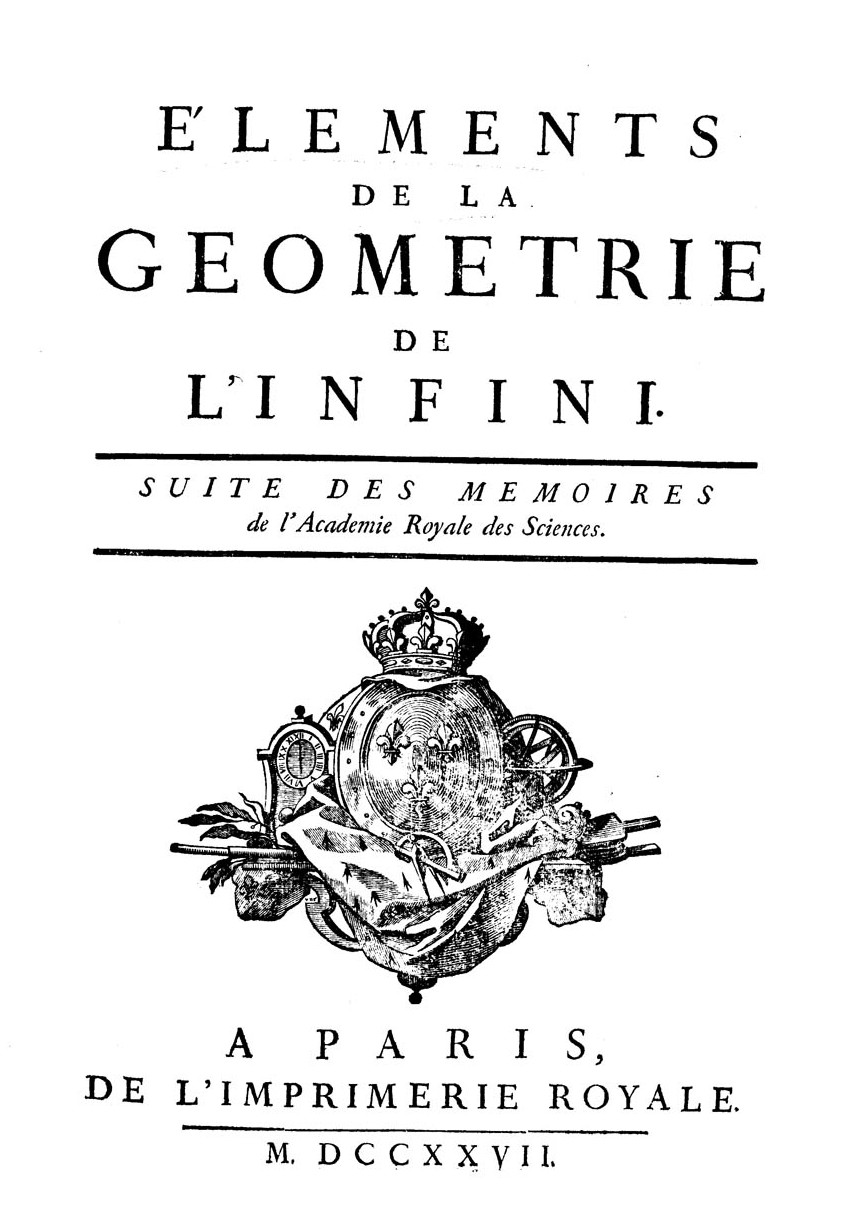
Éléments de la géométrie de l’infini, 1727

- Bernard Le Bovier de Fontenelle, Œuvres complètes, Paris: Fayard, 1990–
- Bernard Le Bovier de Fontenelle, Dialogen über die Mehrheit der Welten (deutsch 1789, Nachdruck 1984); 1. Auflage, Neuedition der Ausgabe von 1780: in der Übersetzung von Wilhelm Christhelf Sigmund Mylius; mit Anmerkungen und Kupfertafeln von Johann Elert Bode; mit einem Nachwort neu herausgegeben von Sophia Mehrbrey, Hannover : Wehrhahn Verlag, 2023, ISBN 978-3-86525-987-5
- Bernard Le Bovier de Fontenelle, Philosophische Neuigkeiten für Leute von Welt und für Gelehrte: ausgewählte Schriften, Leipzig: Reclam 1989
- Bernard de Fontenelle: Totengespräche, Aus dem Französischen übersetzt, kommentiert und mit Dossier und Nachwort versehen von Hans-Horst Henschen, Frankfurt am Main: Eichborn 1991, Reihe Die Andere Bibliothek, ISBN 978-3-8218-4066-6.